# 昆楚大铁路
昆楚大铁路位于中国云南省北部，自东向西依次经过昆明市、楚雄彝族自治州和大理白族自治州，长328公里，是中缅国际铁路通道和泛亞鐵路西线的一部分。此线路在建造时曾名为“广大铁路扩能改造工程”和“成昆铁路扩能改造工程广昆复线”，建成后曾被短暂地称为昆广大铁路，最后运营时的名称为昆楚大铁路。

## 背景

### 既有线路
由于1999年通车的广大铁路技术标准较低，每日只能有9对旅客列车通过。而早已建成数十载的成昆铁路因为地形的缘故而一直是单线。

### 泛亚铁路计划
泛亞鐵路东南亚段本是马来西亚首相马哈迪在1995年提出的、连接多个东盟国家的计划，后来得到了其他亚洲国家的响应并扩展为更大的计划；最终，在2010年，计划终于在《亚洲铁路网政府间协定》签订后得到落实。计划中，连接中国西南地区和东南亚国家有三条通道，其中的西线通道走向为从中国云南省经过缅甸、途经泰国、马来西亚至新加坡，而云南省境内的走向则是昆明-楚雄-大理-瑞丽。

## 建设

### 广昆段
2007年10月18日，长达106.3公里的成昆铁路改造工程广昆段复线动工，初期设计时速为160公里/小时，并预留提速至200公里/小时的条件。2012年9月26日，全线的控制性工程——全长7.6公里的老东山隧道顺利贯通；2013年3月31日，中铁十六局在开展工程5年多、成功解决13次大型涌水后，成功贯通了全长13.2公里、广昆复线中最长的秀宁隧道；2013年12月27日，广昆段复线正式开通运营。
2017年12月20日，广昆复线开始改造，以将运行速度提高至200公里/小时，实现从昆明至大理动车组的开行。由于广昆复线已经投入运营，昆明局利用车次间的“空窗期”，改造了线路及通信信号、供电等一系列设施设备。

### 楚大段
楚雄至大理段全长175公里，设计时速200公里，为国铁I级双线电气化铁路，途经云南省楚雄彝族自治州和大理白族自治州。全线共有桥梁80座、隧道44座，桥隧比达63.6%，电气化设施包括接触网500条公里、牵引变电所5座和电力线路429公里。2009年10月13日，中国国家发改委批准了18项“西部大开发”重点工程，其中就有楚雄至大理的双线铁路。2010年9月10日，工程动员大会在楚雄州举行，一众铁道部和云南省领导参加，其中白恩培宣布了工程开工，闻清良在动员大会上汇报了工程准备情况。2012年12月，作为广大铁路扩能改造工程，楚大段动工，动工时的工程概算为139.36亿元。参与建设的单位有中铁十二局和十七局。
至2016年8月，全线44座隧道中有39座贯通。2013年3月，位于大理市和祥云县交界处、长达10.2公里的祥和隧道动工建设，中铁十七局承建。这条隧道最大埋深705米，穿过了9条大型山体破碎带，45%的区间为风险段，施工现场每日涌水11万立方米，地质灾害时有发生。施工单位在施工中避免了20多次险情，最终使隧道在5年后的2月6日贯通。楚大段最长的隧道是长13.8公里的普棚一号隧道，周围有着非常复杂的地质情况，有非常大的地质灾害风险，还有军用光缆、中缅石油管道、地方电力管线和312国道等其他重要设施；在十二局的努力下，此隧道在2017年3月29日顺利贯通。
楚大段的梁架施工从2016年3月开始，至2017年6月共有1672孔梁架设完成，占全部的85.6%，所有的桥墩和桥台也于22日完成。
2017年7月14日，楚大段接触网的样板工程通过验收，楚大段电气化设施开始全面施工。
2018年4月2日，楚大段全线轨道贯通。

## 运营
2018年3月29日，一列韶山3型電力機車在广通北站和大理站之间行驶了一个来回，标志着全线热滑实验顺利完成。4月19日，一辆高速综合检测列车从广通北占出发，开始了为期近3个月的联合调试。6月7日起，全线开始按照运行图试运行。7月1日8:12，第一列动车——名为“大理号”的D8660次列车——从昆明站发出，并于10:00到达大理，本线正式投入服务。

### 车次和票价

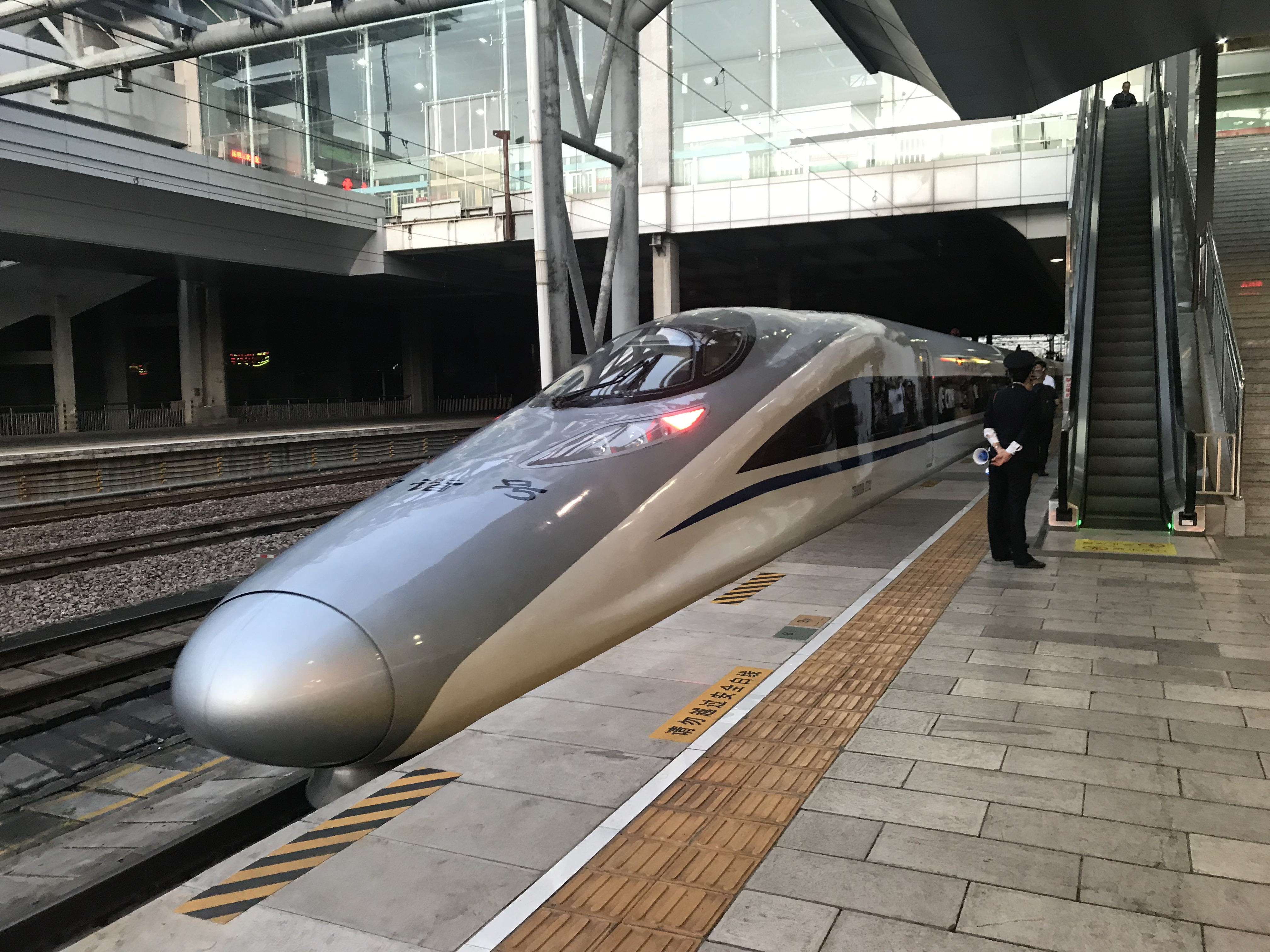
CRH380A担当至列车停靠昆明站

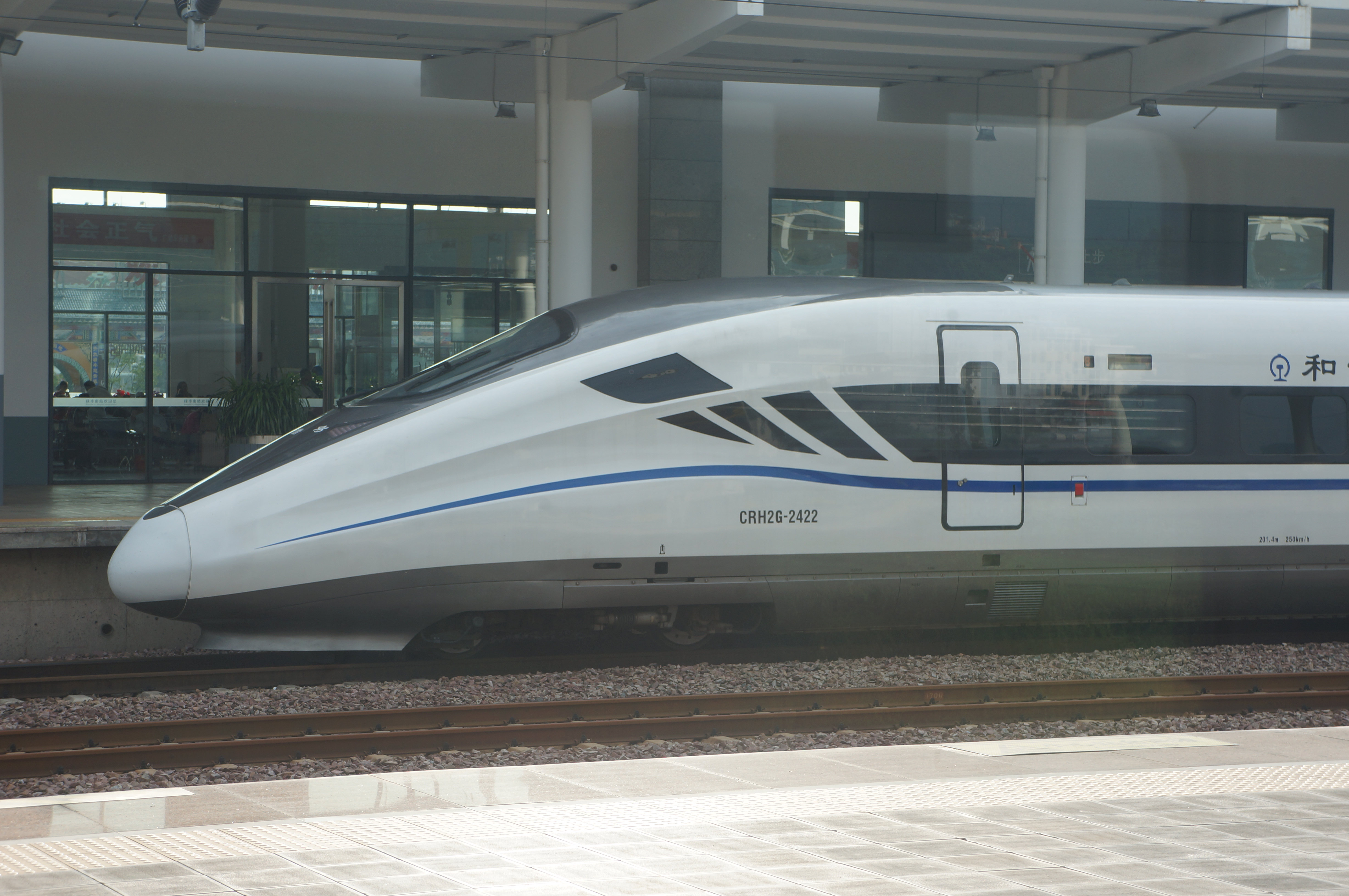
CRH2G担当至列车停靠禄丰南站

开通初期，本线共计划了每日21.5对动车来往于昆明南站和大理间，其中19.5对为日常车次，2对位周末车次，用时最短为112分钟。全天平均25分钟左右就有一趟，最短发车间隔仅为12分钟。为庆祝“中国·楚雄2023彝族火把节”，2023年8月9日至12日，中国铁路昆明局集团有限公司决定在昆明至楚雄之间增开2对火把节高铁专列。
| 终点站   | 票价 |
| -------- | ---- |
| 楚雄站   | 71   |
| 南华站   | 87   |
| 云南驿站 | 118  |
| 祥云站   | 126  |
| 大理站   | 145  |

### 特色服务
由于沿线有不少少数民族聚集区，本线列车上的广播除了使用通用的普通话和英语外，还会提供白語和彝语；每逢节假日，乘务员还会穿上沿线少数民族的特色服饰。

## 影响
昆楚大铁路开通后，滇西地区接入了中国高铁网络，前往昆明和东南沿海地区的时间大幅缩短。同时，泛亚铁路和中缅铁路计划也向前推进了一步。